# Бригада Хаміса

Брига́да Хаміса (32-а бригада) — колишня лівійська бригада спеціального призначення. Командир — Хаміс аль-Каддафі. Одна з найбільш боєздатних і вірних Муаммару Каддафі військових частин лівійських збройних сил. Бригада мала на озброєнні сучасні танки російського виробництва і ракетні системи «Град». Чисельність особового складу оцінюється в 10 000 вояків. До повстання частина дислокувалася біля столиці Триполі. 
Під час лівійського повстання 24—28 лютого 2011 бригада брала участь у запеклих боях з повстанцями за міста Місурата та Ез-Завія.